# Maslinjak (Žut)
Koordinati:   43°53′12″N, 15°18′33″E
Maslinjak je majhen nenaseljen otoček v Jadranskem morju. Pripada Hrvaški.
Otoček leži med rtoma Strunac in Ražanj na otoku Žut. Od rta Ražanj je oddaljen okoli 0,8. Njegova površina meri 0,021 km². Dolžina obalnega pasu je 0,066 km.